# Nicolae Mihăilescu (játékvezető)
Nicolae Mihăilescu (Bukarest, ? – 1986) román nemzetközi labdarúgó-játékvezető.

## Pályafutása

### Nemzetközi játékvezetés
A Román labdarúgó-szövetség Játékvezető Bizottsága (JB) 1964-ben terjesztette fel nemzetközi játékvezetőnek, a Nemzetközi Labdarúgó-szövetség (FIFA) bíróinak keretébe. Több nemzetek közötti válogatott- és klubmérkőzést vezetett.  Az aktív nemzetközi játékvezetéstől 1968-ban vonult vissza.

#### Világbajnokság
Anglia volt a VIII., az 1966-os labdarúgó-világbajnokság döntő mérkőzéseinek házigazdája. Az előselejtezők során
1965. április 25-én, az Ausztria–NDK (1:1) mérkőzést vezette. Vezetett mérkőzéseinek száma: 1.

#### Európa-bajnokság
Olaszországban, Róma adott otthont a III., az 1968-as labdarúgó-Európa-bajnokság döntő küzdelmeinek. Az előselejtezőkben
az 1. csoportban 1967. november 15-én Ankarában, a Május 19. Stadionban, 52 000 néző előtt, a Törökország–Csehszlovákia (0:0) találkozót irányította. Vezetett mérkőzéseinek száma: 1.